# بدائع القرآن
بدائع القرآن من المباحث التي تبين بلاغة القرآن، وهو أحد فروع علوم القرآن، وأفرده بالتصنيف ابن أبي الإصبع؛ فأورد فيه نحو مائة نوع، منها: الإرداف والتمثيل والإيجاز والاتساع والإشارة والمساواة والبسط والإيغال، إلى غير ذلك.
وقد أفرد السيوطي في كتابه «الإتقان في علوم القرآن» بعض مباحث بديع القرآن بالدراسة، منها على سبيل المثال: مبحث الإيهام. وهو أن يُذكر لفظ له معنيان، إما بالاشتراك أو التواطؤ، أو الحقيقة والمجاز، أحدهما قريب والآخر بعيد، ويقصد البعيد ويورى عنه بالقريب.
ومنها: مبحث الاستخدام. وهو كالتورية، بل فضله بعضهم عليها.

## أهمية الموضوع
تبرز أهمية هذا الموضوع من حيث إن بدائع القرآن من المباحث التي تبين بلاغة القرآن، وهو أحد فروع علوم القرآن، فاكتسب أهميته من تعلقه بكتاب الله تعالى.

## المقصود ببدائع القرآن
هو علم يُبحث فيه عما ورد في القرآن من أنواع الإعجاز البلاغي والبديع، وقد أفرده بالتصنيف ابن أبي الإصبع فأورد فيه نحو مائة نوع، منها: الإرداف والتمثيل والإيجاز والاتساع والإشارة والمساواة والبسط والإيغال، إلى غير ذلك.
وقد أفرد السيوطي في كتابه «الإتقان في علوم القرآن» بعض مباحث بديع القرآن بالدراسة، نذكر هنا بعضها:

### مبحث الإيهام
ويُدعى التورية، وهو أن يُذكر لفظ له معنيان، إما بالاشتراك أو التواطؤ، أو الحقيقة والمجاز، أحدهما قريب والآخر بعيد، ويقصد البعيد ويورى عنه بالقريب؛ فيتوهمه السامع من أول وهلة، ومنها ما تسمى مرشحة وهي التي ذكر فيها شيء من لوازم هذا أو هذا، كقوله تعالى: {وَالسَّمَاءَ بَنَيْنَاهَا بِأَيْدٍ وَإِنَّا لَمُوسِعُونَ} [سورة الذاريات، آية 47] فإنه يحتمل الجارحة وهو المورى به، وقد ذكر من لوازمه على جهة الترشيح البنيان، ويحتمل القوة والقدرة وهو البعيد المقصود، قال ابن أبي الإصبع في كتابه «الإعجاز» ومنها: {قَالُوا تَاللَّهِ إِنَّكَ لَفِي ضَلَالِكَ الْقَدِيمِ} [سورة يوسف، آية: 95] فالضلال يحتمل الحب وضد الهدى؛ فاستعمل أولاد يعقوب عليه السلام ضد الهدى تورية عن الحب.

### مبحث الاستخدام
قال السيوطي: لهم فيه عبارتان:
إحداهما: أن يؤتى بلفظ له معنيان فأكثر مرادًا به أحد معانيه، ثم يؤتى بضميره مرادًا به المعنى الآخر، وهذه طريقة السكاكي وأتباعه.
والأخرى: أن يؤتى بلفظ مشترك ثم بلفظين يفهم من أحدهما أحد المعنيين، ومن الآخر، وهذه طريقة بدر الدين بن جماعة في «المصباح»، ومشى عليها ابن أبي الإصبع، ومثل له بقوله تعالى: {لِكُلِّ أَجَلٍ كِتَابٌ} [سورة الرعد، آية: 38] فلفظ «كتاب» يحتمل الأمد المحتوم، والكتاب المكتوب، فلفظ «أجل» يخدم المعنى الأول و«يمحو» يخدم الثاني، ومثل غيره بقوله تعالى: {لَا تَقْرَبُوا الصَّلَاةَ وَأَنْتُمْ سُكَارَى} [سورة النساء، آية: 43]، فالصلاة تحتمل أن يراد بها فعلها وموضعها، وقوله: {حَتَّى تَعْلَمُوا مَا تَقُولُونَ} [سورة النساء، آية: 43] يخدم الأول {إِلَّا عَابِرِي سَبِيلٍ} [سورة النساء، آية: 43] يخدم الثاني.

### مبحث الالتفات
قال السيوطي: هو نقل الكلام من أسلوب إلى آخر؛ يعني: من المتكلم، أو الخطاب، أو الغيبة إلى آخر منها، بعد التعبير بالأول، وهذا هو المشهور. وقال السكاكي: إما ذلك أو التعبير بأحدهما فيما حقه التعبير بغيره.
وله فوائد، منها:
1. تطرية الكلام.
2. وصيانة السمع عن الضجر والملال؛ لما جبلت عليه النفوس من حب التنقلات، والسآمة من الاستمرار على منوال واحد.

وهذه فائدته العامة، ويختص كل موضع بنكت ولطائف باختلاف محله، ومثاله: من التكلم إلى الخطاب، ووجهه: حث السامع وبعثه على الاستماع؛ حيث أقبل المتكلم عليه، وأعطاه فضل عناية تخصيص بالمواجهة، قوله تعالى: {وَمَا لِيَ لَا أَعْبُدُ الَّذِي فَطَرَنِي وَإِلَيْهِ تُرْجَعُونَ} [سورة يس، آية: 22] والأصل: «وإليه أرجع». فالتفت من التكلم إلى الخطاب، ونكتته: أنه أخرج الكلام في معرض مناصحته لنفسه، وهو يريد نصح قومه، تلطفًا وإعلامًا أنه يريد لهم ما يريد لنفسه، ثم التفت إليهم لكونه في مقام تخويفهم ودعوتهم إلى الله تعالى.

### مبحث الاطراد
وهو أن يذكر المتكلم أسماء آباء الممدوح مرتبة على حكم ترتيبها في الولادة، قال ابن أبي الإصبع: ومنه في القرآن قوله تعالى حكاية عن يوسف عليه السلام: {وَاتَّبَعْتُ مِلَّةَ آبَائِي إِبْرَاهِيمَ وَإِسْحَاقَ وَيَعْقُوبَ} [سورة يوسف، آية: 38]. قال: وإنما لم يأت به على الترتيب المألوف فإن العادة الابتداء بالأب ثم الجد ثم الجد الأعلى؛ لأنه لم يرد هنا مجرد ذكر الآباء، وإنما ذكرهم ليذكر ملتهم التي اتبعها، فبدأ بصاحب الملة، ثم بمن أخذها عنه، أولًا فأولًا على الترتيب.

### مبحث الانسجام
هو أن يكون الكلام لخلوه من العقادة منحدرًا كتحدر الماء المنسجم، ويكاد لسهولة تركيبه وعذوبة ألفاظه أن يسيل رقة، والقرآن كله كذلك. قال أهل البديع: وإذا قوي الانسجام في النثر جاءت قراءته موزونة بلا قصد؛ لقوة انسجامه، ومن ذلك ما وقع في القرآن موزونًا، فمنه من بحر الطويل: {فَمَنْ شَاءَ فَلْيُؤْمِنْ وَمَنْ شَاءَ َلْيَكْفُرْ} [سورة الكهف، آية: 29] ومن المديد: {وَاصْنَعِ الْفُلْكَ بِأَعْيُنِنَا} [سورة هود، آية: 37] ومن البسيط: {فَأَصْبَحُوا لَا يُرَى إِلَّا مَسَاكِنُهُمْ} [سورة الأحقاف، آية: 25].

### مبحث الإدماج
قال ابن أبي الإصبع: هو أن يدمج المتكلم غرضًا في غرض، أو بديعًا في بديع، بحيث لا يظهر في الكلام إلا أحد الغرضين، أو أحد البديعين، كقوله تعالى: {لَهُ الْحَمْدُ فِي الْأُولَى وَالْآخِرَةِ} [سورة القصص، آية: 70] أُدمجت المبالغة في المطابقة؛ لأن انفراده بالحمد في الآخرة -وهي الوقت الذي لا يُحمد فيه سواه- مبالغة في الوصف بالانفراد بالحمد، وهو وإن خرج مخرج المبالغة في الظاهر؛ فالأمر فيه حقيقة في الباطن؛ فإنه رب الحمد، والمنفرد به في الدارين.

## الكتب المؤلفة في بدائع القرآن
لم يصنف فيه ككتاب مستقل، إلا ابن أبي الإصبع المصري، فقد ألف فيه كتابا سماه ببديع القرآن، وهو من علماء القرن السابع الهجري، وقد حققه حفني محمد شرف، في رسالة علمية لتحقيق ماجستير في اللغة العربية وآدابها، وقد طبع من نهضة مصر.
كما تطرق إلى بعض عناصره جمع من العلماء، كالسيوطي في الإتقان، والسكاكي في مفتاح العلوم.